# 小川真司 (プロデューサー)
小川 真司（おがわ しんじ、 1963年5月2日 - ）は、日本の映画プロデューサー、元ゲームプロデューサー。株式会社ブリッジヘッドのプロデューサー、代表取締役である。

## 経歴
三重県の鈴鹿市で生まれる。早稲田大学法学部を卒業。
1987年にアスミックに入社し、オリジナルビデオ製作やコンピュータソフト制作などを担当。アスミック・エースエンターテインメント株式会社執行役員を歴任後、同社企画・製作事業本部エグゼクティブプロデューサーに就任。
2012年7月に25年勤務したアスミック・エースを退社し、株式会社ブリッジヘッドを設立。

## 受賞歴
- 2003年 藤本賞第23回藤本賞・特別賞『ジョゼと虎と魚たち』
- 2020年 藤本賞第40回藤本賞・奨励賞『浅田家!』

## 人物
猫を2匹飼っている。

## 主なプロデュース作品

### コンピュータゲーム
- 超攻合神サーディオン（1992年2月、ジョルダンの開発元）
- レナス 古代機械の記憶（1992年11月、コピアシステムの開発元）
- ハードロックキャブ（1996年2月、Rockstar Toronto（当時Imagexcel)の開発元）
- レナスII 封印の使徒（1996年7月、ミント/フィルインカフェの開発元）

### 映画
- リング0 バースデイ（2000年）
- ピンポン（2002年）
- ジョゼと虎と魚たち（2003年）
- 恋の門（2004年）
- 約三十の嘘（2004年）
- 真夜中の弥次さん喜多さん（2006年）
- メゾン・ド・ヒミコ（2005年）
- ハチミツとクローバー（2006年）
- しゃべれども しゃべれども（2007年）
- 天然コケッコー（2007年）
- グーグーだって猫である（2008年）
- ノルウェイの森（2010年）
- のぼうの城（2012年）
- 陽だまりの彼女（2013年）[4]
- ルームメイト（2013年）
- 味園ユニバース（2015年）
- ピンクとグレー（2016年）
- ナラタージュ（2017年）
- リバーズ・エッジ（2018年）
- ハナレイ・ベイ（2018年）
- パパはわるものチャンピオン（2018年）
- 浅田家!（2020年）
- 椿の庭（2021年）
- 夏への扉 -キミのいる未来へ-（2021年6月25日）
- Pure Japanese（2022年）